# Universidad federal Urdu
La Universidad federal Urdu (en urdu: وفاقی جامعۂ اردو) es una universidad mixta pública con su campus principal localizado en la carretera Universitida en Gulshan, Karachi, Sindh, en el país asiático de Pakistán. Tiene dos campus satélite; Campus de Abdul Haq en la vía a Baba-e-Urdu, en Karachi y el Campus Punto Cero, en Islamabad. Aproximadamente 13 500 estudiantes cursan estudios principalmente en los campos técnicos, como la ingeniería eléctrica, ciencias de la computación, idioma urdu, ciencias de la administración y la economía.